# AVC Challenge Cup 2023 (damer)
AVC Challenge Cup 2023 utspelade sig mellan 18 och 25 juni 2023 i Gresik, Indonesien. Det var den andra upplagan av turneringen och elva damlandslag i volleyboll från  AVC:s medlemsförbund i Asien och Oceanien deltog. Vietnam vann tävlingen för första gången genom att besegra Indonesien i finalen.  Trần Thị Thanh Thúy utsågs till mest värdefulla spelare.

## Arenor
|                                                                                |  |  |
|                                                                                |  |  |
| Tri Dharma Petrokimia Gresik Gymnasium Stad: Gresik Kapacitet: 4 000 Öppnad: - |  |  |

## Regelverk

### Format
Tävlingen bestod av två gruppspelsrundor följt av cupspel. 
- I den första gruppspelsrundan var lagen fördelade i fyra grupper om två eller tre lag i varje. De två första lagen i varje grupp gick vidare till spel om plats 1-8, medan de tredje laget gick vidare till spel om plats 9-11
- I den andra gruppspelsrundan delades de åtta främsta lagen in i två grupper om fyra lag i varje. De två första lagen i varje grupp gick vidare till spel om plats 1-4 och de två sista lagen till spel om plats 5-8. Ett eget gruppspel skedde om platserna 9-11.
- I den sista rundan skedde cupspel om platserna 1-4 respektive 5-8. Alla möten avgjordes med en direkt avgörande match.

### Metod för att bestämma tabellplacering
Om slutresultatet blev 3-0 eller 3-1 tilldelades 3 poäng till det vinnande laget och 0 till det förlorande laget, om slutresultatet blev 3-2 tilldelades 2 poäng till det vinnande laget och 1 till det förlorande laget. 
Rankningsordningen i serien definierades utifrån:
- Antal vunna matcher
- Poäng
- Kvot vunna / förlorade set
- Kvot vunna / förlorade poäng.
- Inbördes möte(n)

## Deltagande lag
| Lag          | Turnering               | Deltog senast |
| ------------ | ----------------------- | ------------- |
| Australien   | 1:a på rankingen, OZVA  | Debut         |
| Filippinerna | 1:a på rankingen, SEAVA | Debut         |
| Hongkong     | 2:a på rankingen, EAZVA | Thailand 2022 |
| Iran         | 2:a på rankingen, CAVA  | Debut         |
| Indien       | 1:a på rankingen, CAVA  | Thailand 2022 |
| Indonesien   | Värdland                | Debut         |
| Kazakstan    | 3:a på rankingen, CAVA  | Thailand 2022 |
| Macao        | 3:a på rankingen, EAZVA | Debut         |
| Mongoliet    | 4:a på rankingen, EAZVA | Debut         |
| Taiwan       | 1:a på rankingen, EAZVA | Debut         |
| Uzbekistan   | 4:a på rankingen, CAVA  | Thailand 2022 |
| Vietnam      | 2:a på rankingen, SEAVA | Debut         |

## Turneringen

### Första rundan
| Grupp A      | Grupp B  | Grupp C    | Grupp D    |
| ------------ | -------- | ---------- | ---------- |
| Filippinerna | Hongkong | Australien | Mongoliet  |
| Indonesien   | Iran     | Indien     | Uzbekistan |
| Macao        | Taiwan   | -          | Vietnam    |

#### Grupp A

##### Resultat
| 18 juni 2023 Tri Dharma Petrokimia Gresik Gymnasium, Gresik Speltid: 1h:06 - Åskådare: 500   | Macao        | 0 - 3 | Indonesien   | 7-25, 18-25, 8-25   |
| 19 juni 2023 Tri Dharma Petrokimia Gresik Gymnasium, Gresik Speltid: 1h:09 - Åskådare: 150   | Filippinerna | 3 - 0 | Macao        | 25-14, 25-12, 25-9  |
| 20 juni 2023 Tri Dharma Petrokimia Gresik Gymnasium, Gresik Speltid: 1h:26 - Åskådare: 2 000 | Indonesien   | 3 - 0 | Filippinerna | 25-17, 25-20, 25-10 |

##### Sluttabell
| Pos. | Lag          | Pt | G | V | P | VS | FS | Kvot  | VP  | FP  | Kvot  |
| ---- | ------------ | -- | - | - | - | -- | -- | ----- | --- | --- | ----- |
| 1.   | Indonesien   | 6  | 2 | 2 | 0 | 6  | 0  | MAX   | 150 | 80  | 1,875 |
| 2.   | Filippinerna | 3  | 2 | 1 | 1 | 3  | 3  | 1,000 | 122 | 110 | 1,109 |
| 3.   | Macao        | 0  | 2 | 0 | 2 | 0  | 6  | 0,000 | 68  | 150 | 0,453 |

      Kvalificerade för spel om plats 1-8.
      Kvalificerade för spel om plats 9-11.

#### Grupp B

##### Resultat
| 18 juni 2023 Tri Dharma Petrokimia Gresik Gymnasium, Gresik Speltid: 1h:19 - Åskådare: 200 | Hongkong | 0 - 3 | Taiwan   | 14-25, 20-25, 18-25       |
| 19 juni 2023 Tri Dharma Petrokimia Gresik Gymnasium, Gresik Speltid: 2h:20 - Åskådare: 150 | Iran     | 3 - 2 | Hongkong | 25-20, 25-17, 19-25, 15-8 |
| 20 juni 2023 Tri Dharma Petrokimia Gresik Gymnasium, Gresik Speltid: 1h:20 - Åskådare: 150 | Taiwan   | 3 - 0 | Iran     | 25-18, 25-16, 25-13       |

##### Sluttabell
| Pos. | Lag      | Pt | G | V | P | VS | FS | Kvot  | VP  | FP  | Kvot  |
| ---- | -------- | -- | - | - | - | -- | -- | ----- | --- | --- | ----- |
| 1.   | Taiwan   | 6  | 2 | 2 | 0 | 6  | 0  | MAX   | 150 | 99  | 1,515 |
| 2.   | Iran     | 2  | 2 | 1 | 1 | 3  | 5  | 0,600 | 153 | 170 | 0,900 |
| 3.   | Hongkong | 1  | 2 | 0 | 2 | 2  | 6  | 0,333 | 147 | 181 | 0,812 |

      Kvalificerade för spel om plats 1-8.
      Kvalificerade för spel om plats 9-11.

#### Grupp C

##### Resultat
| 18 juni 2023 Tri Dharma Petrokimia Gresik Gymnasium, Gresik Speltid: 1h:44 - Åskådare: 350 | Australien | 1 - 3 | Indien | 25-13, 16-25, 22-25, 14-25 |

##### Sluttabell
| Pos. | Lag        | Pt | G | V | P | VS | FS | Kvot  | VP | FP | Kvot  |
| ---- | ---------- | -- | - | - | - | -- | -- | ----- | -- | -- | ----- |
| 1.   | Indien     |    | 1 | 1 | 0 | 3  | 1  | 3,000 | 88 | 77 | 1,143 |
| 2.   | Australien |    | 1 | 0 | 1 | 1  | 3  | 0,333 | 77 | 88 | 0,875 |

      Kvalificerade för spel om plats 1-8.

#### Grupp D

##### Resultat
| 18 juni 2023 Tri Dharma Petrokimia Gresik Gymnasium, Gresik Speltid: 1h:09 - Åskådare: 200   | Vietnam    | 3 - 0 | Mongoliet  | 25-12, 25-17, 25-12               |
| 19 juni 2023 Tri Dharma Petrokimia Gresik Gymnasium, Gresik Speltid: 1h:06 - Åskådare: 100   | Uzbekistan | 0 - 3 | Vietnam    | 11-25, 6-25, 18-25                |
| 20 juni 2023 Tri Dharma Petrokimia Gresik Gymnasium, Gresik Speltid: 2h:18 - Åskådare: 1 500 | Mongoliet  | 2 - 3 | Uzbekistan | 20-25, 25-14, 25-15, 16-25, 10-15 |

##### Sluttabell
| Pos. | Lag        | Pt | G | V | P | VS | FS | Kvot  | VP  | FP  | Kvot  |
| ---- | ---------- | -- | - | - | - | -- | -- | ----- | --- | --- | ----- |
| 1.   | Vietnam    | 6  | 2 | 2 | 0 | 6  | 0  | MAX   | 150 | 76  | 1,974 |
| 2.   | Uzbekistan | 2  | 2 | 1 | 1 | 3  | 5  | 0,600 | 129 | 171 | 0,754 |
| 3.   | Mongoliet  | 1  | 2 | 0 | 2 | 2  | 6  | 0,333 | 137 | 169 | 0,811 |

      Kvalificerade för spel om plats 1-8.
      Kvalificerade för spel om plats 9-11.

### Andra rundan
| Grupp E      | Grupp F    |
| ------------ | ---------- |
| Australien   | Iran       |
| Filippinerna | Taiwan     |
| Indien       | Uzbekistan |
| Indonesien   | Vietnam    |

#### Grupp E

##### Resultat
| 21 juni 2023 Tri Dharma Petrokimia Gresik Gymnasium, Gresik Speltid: 2h:29 - Åskådare: 1 000 | Filippinerna | 3 - 2 | Indien     | 25-22, 26-28, 11-25, 29-27, 18-16 |
| 21 juni 2023 Tri Dharma Petrokimia Gresik Gymnasium, Gresik Speltid: 1h:21 - Åskådare: 2 000 | Indonesien   | 3 - 0 | Australien | 25-13, 25-17, 25-16               |
| 23 juni 2023 Tri Dharma Petrokimia Gresik Gymnasium, Gresik Speltid: 1h:51 - Åskådare: 1 000 | Filippinerna | 1 - 3 | Australien | 18-25, 22-25, 25-21, 20-25        |
| 23 juni 2023 Tri Dharma Petrokimia Gresik Gymnasium, Gresik Speltid: 1h:17 - Åskådare: 2 500 | Indonesien   | 3 - 0 | Indien     | 25-21, 25-15, 25-16               |

##### Sluttabell
| Pos. | Lag          | Pt | G | V | P | VS | FS | Kvot  | VP  | FP  | Kvot  |
| ---- | ------------ | -- | - | - | - | -- | -- | ----- | --- | --- | ----- |
| 1.   | Indonesien   | 9  | 3 | 3 | 0 | 9  | 0  | MAX   | 225 | 145 | 1,552 |
| 2.   | Indien       | 4  | 3 | 1 | 2 | 5  | 7  | 0,714 | 258 | 261 | 0,989 |
| 3.   | Australien   | 3  | 3 | 1 | 2 | 4  | 7  | 0,571 | 219 | 248 | 0,883 |
| 4.   | Filippinerna | 2  | 3 | 1 | 2 | 4  | 8  | 0,500 | 241 | 289 | 0,834 |

      Kvalificerat för spel om plats 1-4.
      Kvalificerat för spel om plats 5-8.

#### Grupp F

##### Resultat
| 21 juni 2023 Tri Dharma Petrokimia Gresik Gymnasium, Gresik Speltid: 1h:16 - Åskådare: 100 | Iran   | 0 - 3 | Vietnam    | 10-25, 9-25, 18-25  |
| 21 juni 2023 Tri Dharma Petrokimia Gresik Gymnasium, Gresik Speltid: 1h:03 - Åskådare: 100 | Taiwan | 3 - 0 | Uzbekistan | 25-7, 25-16, 25-16  |
| 23 juni 2023 Tri Dharma Petrokimia Gresik Gymnasium, Gresik Speltid: 1h:17 - Åskådare: 100 | Iran   | 3 - 0 | Uzbekistan | 25-18, 25-17, 25-18 |
| 23 juni 2023 Tri Dharma Petrokimia Gresik Gymnasium, Gresik Speltid: 1h:19 - Åskådare: 200 | Taiwan | 0 - 3 | Vietnam    | 20-25, 17-25, 19-25 |

##### Sluttabell
| Pos. | Lag        | Pt | G | V | P | VS | FS | Kvot  | VP  | FP  | Kvot  |
| ---- | ---------- | -- | - | - | - | -- | -- | ----- | --- | --- | ----- |
| 1.   | Vietnam    | 9  | 3 | 3 | 0 | 9  | 0  | MAX   | 225 | 128 | 1,758 |
| 2.   | Taiwan     | 6  | 3 | 2 | 1 | 6  | 3  | 2,000 | 206 | 161 | 1,280 |
| 3.   | Iran       | 3  | 3 | 1 | 2 | 3  | 6  | 0,500 | 159 | 203 | 0,783 |
| 4.   | Uzbekistan | 0  | 3 | 0 | 3 | 0  | 9  | 0,000 | 127 | 225 | 0,564 |

      Kvalificerat för spel om plats 1-4.
      Kvalificerat för spel om plats 5-8.

### Slutspelsfasen

#### Spel om plats 1-4
|  | Semifinaler | Semifinaler | Semifinaler |         |    | Final               | Final               | Final               |  |
|  |             |             |             |         |    |                     |                     |                     |  |
|  | 1E          | Indonesien  | 3           |         |    |                     |                     |                     |  |
|  | 1E          | Indonesien  | 3           |         |    |                     |                     |                     |  |
|  | 2F          | Taiwan      | 2           |         |    |                     |                     |                     |  |
|  | 2F          | Taiwan      | 2           |         | 1E | Indonesien          | 2                   |                     |  |
|  |             |             |             |         | 1E | Indonesien          | 2                   |                     |  |
|  |             |             | 1F          | Vietnam | 3  |                     |                     |                     |  |
|  | 2E          | Indien      | 1F          | Vietnam | 3  | 0                   |                     |                     |  |
|  | 2E          | Indien      |             |         |    | 0                   |                     |                     |  |
|  | 1F          | Vietnam     | 3           |         |    | Match om tredjepris | Match om tredjepris | Match om tredjepris |  |
|  | 1F          | Vietnam     | 3           |         |    |                     |                     |                     |  |
|  |             |             |             |         |    |                     |                     |                     |  |
|  |             |             |             |         |    | 2F                  | Taiwan              | 3                   |  |
|  |             |             |             |         |    | 2F                  | Taiwan              | 3                   |  |
|  |             |             |             |         |    | 2E                  | Indien              | 0                   |  |

##### Semifinaler
| 24 juni 2023 Tri Dharma Petrokimia Gresik Gymnasium, Gresik Speltid: 2h:37 - Åskådare: 3 000 | Indonesien | 3 - 2 | Taiwan  | 22-25, 26-24, 22-25, 25-20, 15-12 |
| 24 juni 2023 Tri Dharma Petrokimia Gresik Gymnasium, Gresik Speltid: 1h:17 - Åskådare: 300   | Indien     | 0 - 3 | Vietnam | 17-25, 18-25, 21-25               |

##### Match om tredjepris
| 25 juni 2023 Tri Dharma Petrokimia Gresik Gymnasium, Gresik Speltid: 0h:43 - Åskådare: 2 000 | Taiwan | 3 - 0 | Indien | 25-13, 25-15, 25-18 |

##### Final
| 25 juni 2023 Tri Dharma Petrokimia Gresik Gymnasium, Gresik Speltid: 2h:27 - Åskådare: 4 000 | Indonesien | 2 - 3 | Vietnam | 18-25, 27-25, 25-21, 20-25, 13-15 |

#### Spel om plats 5-8
|  | Matcher om plats 5-8 | Matcher om plats 5-8 | Matcher om plats 5-8 |      |    | Match om femteplats   | Match om femteplats   | Match om femteplats   |  |
|  |                      |                      |                      |      |    |                       |                       |                       |  |
|  | 3E                   | Australien           | 3                    |      |    |                       |                       |                       |  |
|  | 3E                   | Australien           | 3                    |      |    |                       |                       |                       |  |
|  | 4F                   | Uzbekistan           | 1                    |      |    |                       |                       |                       |  |
|  | 4F                   | Uzbekistan           | 1                    |      | 3E | Australien            | 1                     |                       |  |
|  |                      |                      |                      |      | 3E | Australien            | 1                     |                       |  |
|  |                      |                      | 3F                   | Iran | 3  |                       |                       |                       |  |
|  | 4E                   | Filippinerna         | 3F                   | Iran | 3  | 0                     |                       |                       |  |
|  | 4E                   | Filippinerna         |                      |      |    | 0                     |                       |                       |  |
|  | 3F                   | Iran                 | 3                    |      |    | Match om sjundeeplats | Match om sjundeeplats | Match om sjundeeplats |  |
|  | 3F                   | Iran                 | 3                    |      |    |                       |                       |                       |  |
|  |                      |                      |                      |      |    |                       |                       |                       |  |
|  |                      |                      |                      |      |    | 4F                    | Uzbekistan            | 1                     |  |
|  |                      |                      |                      |      |    | 4F                    | Uzbekistan            | 1                     |  |
|  |                      |                      |                      |      |    | 4E                    | Filippinerna          | 3                     |  |

##### Semifinaler
| 24 juni 2023 Tri Dharma Petrokimia Gresik Gymnasium, Gresik Speltid: 1h:47 - Åskådare: 100 | Australien   | 3 - 1 | Uzbekistan | 25-21, 17-25, 28-26, 25-19 |
| 24 juni 2023 Tri Dharma Petrokimia Gresik Gymnasium, Gresik Speltid: 1h:29 - Åskådare: 200 | Filippinerna | 0 - 3 | Iran       | 20-25, 13-25, 16-25        |

##### Match om sjundeplats
| 25 juni 2023 Tri Dharma Petrokimia Gresik Gymnasium, Gresik Speltid: 1h:49 - Åskådare: 150 | Uzbekistan | 1 - 3 | Filippinerna | 14-25, 25-13, 18-25, 18-25 |

##### Match om femteplats
| 25 juni 2023 Tri Dharma Petrokimia Gresik Gymnasium, Gresik Speltid: 1h:56 - Åskådare: 250 | Australien | 1 - 3 | Iran | 20-25, 25-19, 18-25, 20-25 |

#### Spel om plats 9-11

##### Resultat
| 21 juni 2023 Tri Dharma Petrokimia Gresik Gymnasium, Gresik Speltid: 2h:09 - Åskådare: 100 | Hongkong  | 3 - 2 | Mongoliet | 25-21, 25-14, 22-25, 22-25, 15-12 |
| 24 juni 2023 Tri Dharma Petrokimia Gresik Gymnasium, Gresik Speltid: 1h:05 - Åskådare: 100 | Mongoliet | 3 - 0 | Macao     | 25-9, 25-11, 25-14                |
| 25 juni 2023 Tri Dharma Petrokimia Gresik Gymnasium, Gresik Speltid: 1h:08 - Åskådare: 100 | Macao     | 0 - 3 | Hongkong  | 12-25, 12-25, 14-25               |

##### Sluttabell
| Pos. | Lag       | Pt | G | V | P | VS | FS | Kvot  | VP  | FP  | Kvot  |
| ---- | --------- | -- | - | - | - | -- | -- | ----- | --- | --- | ----- |
| 1.   | Hongkong  | 5  | 2 | 2 | 0 | 6  | 2  | 3,000 | 184 | 135 | 1,363 |
| 2.   | Mongoliet | 4  | 2 | 1 | 1 | 5  | 3  | 1,667 | 172 | 143 | 1,203 |
| 3.   | Macao     | 0  | 2 | 0 | 2 | 0  | 6  | 0,000 | 72  | 150 | 0,480 |

## Slutplaceringar
| Pos | Lag          | Kvalificerat för                    |
| --- | ------------ | ----------------------------------- |
|     | Vietnam      | FIVB Volleyball Challenger Cup 2023 |
|     | Indonesien   |                                     |
|     | Taiwan       |                                     |
| 4.  | Indien       |                                     |
| 5.  | Iran         |                                     |
| 6.  | Australien   |                                     |
| 7.  | Filippinerna |                                     |
| 8.  | Uzbekistan   |                                     |
| 9.  | Hongkong     |                                     |
| 10. | Mongoliet    |                                     |
| 11. | Macao        |                                     |

## Individuella utmärkelser
| Utmärkelse              | Namn                    | Lag        |
| ----------------------- | ----------------------- | ---------- |
| Mest värdefulla spelare | Trần Thị Thanh Thúy     | Vietnam    |
| Bästa passare           | Đoàn Thị Lâm Oanh       | Vietnam    |
| Bästa högerspiker       | Megawati Pertiwi        | Indonesien |
| Bästa vänsterspiker     | Trần Thị Thanh Thúy     | Vietnam    |
| Bästa vänsterspiker     | Wu Fang-yu              | Taiwan     |
| Bästa center            | Đinh Thị Trà Giang      | Vietnam    |
| Bästa center            | Wilda Siti Nurfadhillah | Indonesien |
| Bästa libero            | Yulis Indahyani         | Indonesien |